# 花屋敷
花屋敷（はなやしき）は、江戸時代に栽培した花など見せることを目的とした庭園・屋敷のこと。およびそれに因む地名など。

## 概要
江戸では、1804年（文化元年）あるいは1805年、向島に向島百花園が開園し、花屋敷と呼ばれた。
江戸の有力大名の大名屋敷には立派な庭園があったが、この向島百花園は江戸の一商人と文人たちがつくり上げた庭であった。
江戸時代には文人墨客のサロンとして利用され、文人たちは向島百花園を絵や俳句に登場させ、それを見た江戸の町民たちが大勢見物にやってきた。つまり文人たちは現在で言うインフルエンサーとなって向島百花園を有名にした。徳川11代将軍家斉や12代将軍家慶も訪れた。ここは明治・大正期も東京有数の庭園、植物園として評価され続け、現在でも東京都墨田区にある東京都所管の庭園、200年以上の歴史を持つ庭園として、都民に親しまれている。
その後、江戸末期の1853年（嘉永6年）に隅田川をはさんだ向かい側の浅草にも、花屋敷が出現した。こちらは植木屋・森田六三郎が始めた観覧用の庭園である。最初は植物園であったが、やがて動物も見せるようになり大正から昭和初期には全国有数の動物園としても知られるようになったが昭和初期に赤字に陥り縮小、紆余曲折を経て一旦取り壊されたが、1947年（昭和22年）に遊園地「浅草花屋敷」として再開園し、これは現在の浅草花やしきへとつながっており、メリーゴーランド、ウォーターシュート、大観覧車といった動力による娯楽機械が導入されていった。
浅草のほうが花屋敷と号をつける至ったことについて明治31年（1898年）に刊行した『新撰東京名所図絵』で、先に向島百花園がすでに花屋敷を名乗っており紛らわしい、という苦情があっても「東叡山主輪王寺宮の庇護でのご許可である」としていたことが記されている、と『江戸ッ子と浅草花屋敷: 元祖テーマパーク奮闘の軌跡』に書かれている。
なお、兵庫県の川西市にも花屋敷温泉という温泉があり、その最寄りにかつてあった花屋敷駅（現在は隣の雲雀丘（ひばりがおか）駅と統合され、雲雀丘花屋敷駅となっている）に因んでつけられた花屋敷という地名もある。